# Olympische Sommerspiele 1976/Teilnehmer (Belize)
| Gelbes Symbol für Goldmedaillen mit stilisierten Olympischen Ringen | Graues Symbol für Silbermedaillen mit stilisierten Olympischen Ringen | Braundes Symbol für Bronzemedaillen mit stilisierten Olympischen Ringen |
| ------------------------------------------------------------------- | --------------------------------------------------------------------- | ----------------------------------------------------------------------- |
| —                                                                   | —                                                                     | —                                                                       |

Belize nahm an den Olympischen Sommerspielen 1976 in Montreal, Kanada, mit einer Delegation von vier Sportlern (allesamt Männer) teil.

## Teilnehmer nach Sportarten

### Leichtathletik
- Colin Thurton
100 Meter: Vorläufe

- Errol Thurton
400 Meter: Vorläufe

### Schießen
- John Waight
Freie Scheibenpistole: 47. Platz

- Owen Phillips
Kleinkaliber, liegend: 78. Platz